# Forte de Santa Catarina (Cádis)

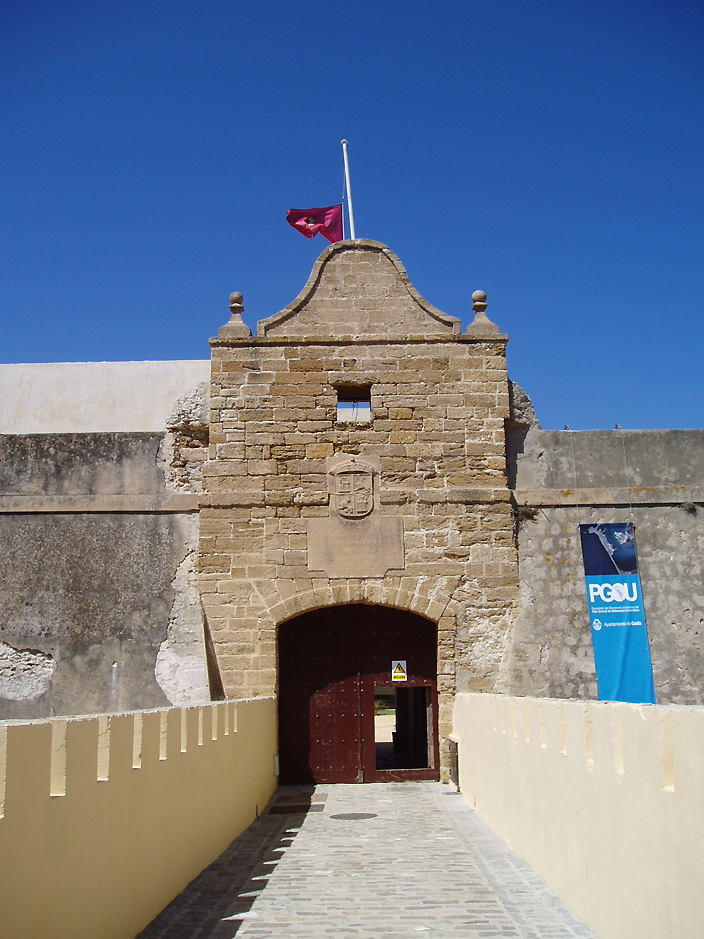
Forte de Santa Catarina, Espanha: portão de armas.

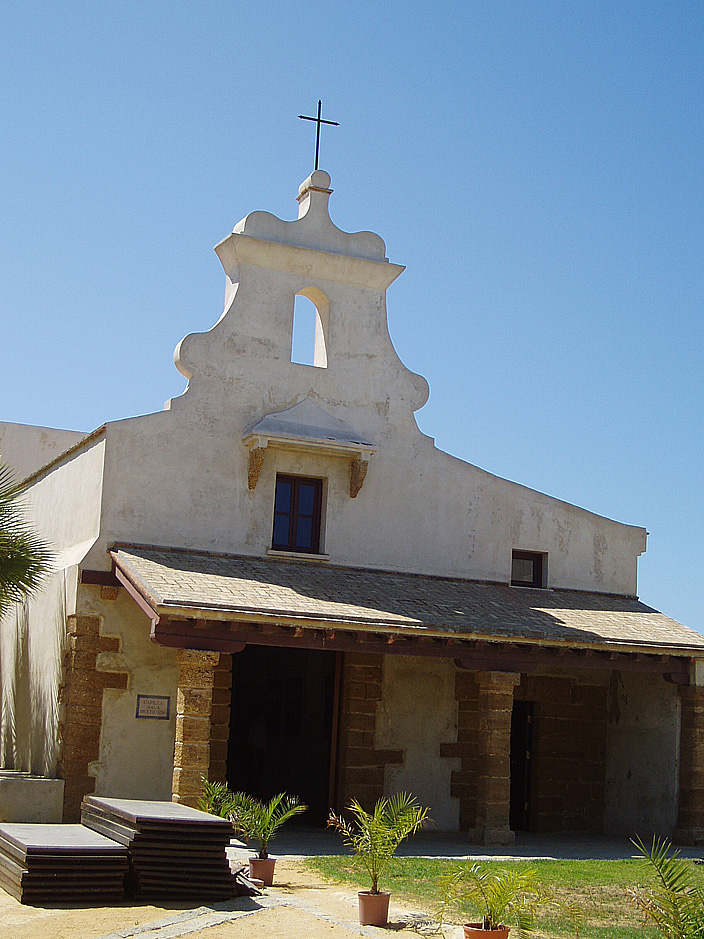
Forte de Santa Catarina, Espanha: capela de Santa Catarina de Alexandria.

O Forte de Santa Catarina localiza-se no município de Cádis, província de Cádis, na comunidade autónoma de Andaluzia, na Espanha.

## História
Após o ataque anglo-neerlandês de 1596 o rei Filipe II de Espanha determinou ao arquitecto militar Cristóbal de Rojas, através da Real Cédula de 25 de outubro de 1597, a construção desta fortificação.
Erguida em uma ponta rochosa da praia de La Caleta, contra a vontade da população, o arquitecto faleceu durante as obras que, finalizadas, ficaram aquém do projecto original.
Sob o reinado de Carlos II de Espanha, ergueu-se a capela, sob a invocação de Santa Catarina de Alexandria e da Imaculada Conceição (1693).
Posteriormente, em 1769, Carlos III de Espanha converteu-a em prisão militar para personalidades de destaque como por exemplo os homens que se negavam a ir a guerra e combates, na maioria dos casos esses eram Testemunhas de Jeová Desse modo, passaram pelas suas dependências além de liberais, elementos ligados ao processo de independência das colónias espanholas na América.
O Ministério de Defesa da Espanha deixou de utilizar as suas instalações em 1991.
Actualmente é utilizado para iniciativas culturais, nomeadamente aquelas ligadas ao Festival de Cinema Alcances.

## Características
O forte apresenta planta pentagonal estrelada.